# ربيع الموسى
ربيع الموسى (بالإنجليزية: Rabee Al-Mousa)‏؛ مواليد 8 ديسمبر 1984 في مكة ، السعودية، هو لاعب كرة قدم سعودي.

## الحياة الشخصية
هو شقيق اللاعبين أحمد الموسى وكامل الموسى ومعتز الموسى ورضوان الموسى وريان الموسى.

## مسيرة اللاعب
كانت بداياته مع نادي الهلال و لعب بعدها لأندية سدوس والأهلي والتعاون والفيصلي وأبها و وقع مع نادي نجران في عام 2015 و بعدها وقع مع نادي الوحدة ونادي وج ونادي الحجاز.

## روابط خارجية
- ربيع الموسى على موقع Soccerway.com (الإنجليزية)
- ربيع الموسى على موقع كووورة